# Hochdichte Faserplatte
Als Hochdichte Faserplatte (kurz HDF, englisch high-density fiberboard) bezeichnet man eine Faserplatte bzw. einen Holzwerkstoff, die aus mit Leim getränkten und unter Druck und Hitze in einem Trockenverfahren verpressten Holzfasern besteht und besonders hoch verdichtet wurde (Dichte über 800 kg/m³). Im Gegensatz dazu wird die Harte Faserplatte in einem Nassverfahren mit mehr als 20 % Faserfeuchte produziert. Trockengepresste Platten weisen keine Siebmarkierung an der Rückseite auf, da bei ihnen kein Wasser abgepresst wird; sie sind entsprechend auf beiden Seiten glatt. Obwohl HDF dicht und hart ist, kann sie bei ausreichender Trocknung (unter 8 % Restfeuchte) präzise mit CO₂-Lasern geschnitten und graviert werden.
Bevorzugt werden sie als Trägermaterial für hohe Belastung bei geringer Materialstärke eingesetzt, beispielsweise für Laminat-Fußböden und Vinyl-Böden.